# Оскільська сільська територіальна громада
Оскільська сільська територіальна громада — територіальна громада в Україні, в Ізюмському районі Харківської області. Адміністративний центр — село Оскіл.

## Загальна інформація
Станом на 1 січня 2021 площа території громади становила 853,191 км², кількість населення — 9 239 осіб.
У 2017 році площа громади становила — 360,5 км², населення — 5 926 мешканців.

## Населені пункти
До складу громади входять 27 сіл: Андріївка, Бражківка, Букине, Вірнопілля, Діброва, Дмитрівка, Довгеньке, Донецьке, Заводи, Капитолівка, Карнаухівка, Комарівка, Копанки, Мала Комишуваха, Миколаївка, Оскіл, Пасіка, Петропілля, Придонецьке, Семенівка, Сніжківка, Співаківка, Студенок, Сулигівка, Топольське, Шпаківка, Яремівка.

## Історія
Утворена 25 липня 2017 року, шляхом об'єднання Капитолівської, Комарівської, Оскільської та Студенокської сільських рад Ізюмського району Харківської області.
Відповідно до розпорядження Кабінету Міністрів України № 725-р від 12 червня 2020 року «Про визначення адміністративних центрів та затвердження територій територіальних громад Харківської області», до складу громади включено території Бражківської, Вірнопільської, Довгеньківської, Заводської та Малокомишуваської сільських рад Ізюмського району.
Відповідно до постанови Верховної Ради України від 17 червня 2020 року «Про утворення та ліквідацію районів», громада увійшла до складу новоствореного Ізюмського району Харківської області.